# Мухаммед Башир
Мухаммед Башир Исмаил Ибрагим — иорданский чеченец, бригадный генерал Вооружённых сил Иордании, политический и общественный деятель, выходец из тайпа Курчалой.

## Биография
Окончил начальную школу в Эз-Зарке и среднюю школу в колледже имени Хусейна в Маане. Получил военное образование в колледже «Командование и персонал штаба» в Пакистане и Королевском колледже оборонных исследований в Великобритании. В 1951 году поступил на службу в ВС Иордании в звании кандидата в офицеры.
В 1963 году создал первый в Иордании воздушно-десантный полк. В 1964 году работал в командовании Объединённых Арабских Вооружённых сил. В 1965 году им было создано Управление военной безопасности. В 1968 году был назначен командовать пехотной бригадой. В 1969 году стал директором отдела военной разведки. С 1971 года — командир пехотной дивизии. С 1975 года учился Королевском колледже оборонных исследований в Лондоне. В 1976 году ему было присвоено звание бригадного генерала. Тогда же он был назначен заместителем начальника Генерального штаба.
В 1976 году по собственному желанию ушёл в отставку. В 1983 году стал председателем правления общества военных пенсионеров, а впоследствии — генеральным директором правления. В 1984—1985 годах был министром сельского хозяйства в правительстве Ахмада Убейдата. В 1982—1983 годах был руководителем муниципалитета Аммана.

## Награды[1]
- Орден Возрождения I степени;
- Орден Независимости I степени;
- Орден Ливанского кедра.